# Charles Stuart (militaire)
Pour les articles homonymes, voir Charles Stuart et Stuart.
Sir Charles Stuart (né en janvier 1753 à Londres et mort le 25 mai 1801 à Richmond) est militaire britannique d'origine noble.
Il est le quatrième fils du premier ministre John Stuart (3e comte de Bute), et sa femme née Mary Wortley Montagu, il participa notamment à la guerre d'indépendance des États-Unis, au siège de Calvi et à la prise de Minorque. 
Depuis 1776, il est aussi député au parlement de Grande-Bretagne.

## Notes

Écu du lieutenant-général l'hon. Sir Charles Stuart